# کاروی باکوش
کاروی باکوش (مجاری: Bakos Károly؛ زادهٔ ۲ مارس ۱۹۴۳) وزنه‌بردار اهل مجارستان است.